# Catoferia capitata
Catoferia capitata là một loài thực vật có hoa trong họ Hoa môi. Loài này được (Benth.) Hemsl. mô tả khoa học đầu tiên năm 1882.